# Nederland 24
Nederland 24 (voorheen Nederland 4) was de naam voor het digitale tv-aanbod van de Nederlandse Publieke Omroep. Het gehele aanbod is nu ondergebracht op de website NPO.nl. Het aanbod stond uit themakanalen die in feite onafhankelijk van elkaar werken en die bekendstaan onder de noemer Nederland 24.
Sinds 2016 gaan deze werkzaamheden verder onder de naam NPO Start (NPO Themakanalen). Het aantal themakanalen wordt teruggedrongen en kleinere doelgroepen kunnen voortaan terecht op het digitale platform NPO.nl.
De kanalen worden op de eerste plaats aangeboden via internet. Ontvangst was mogelijk met mediaplayers (Windows Media, RealMedia en Silverlight), later via Adobe Flash. Daarnaast bieden kabelexploitanten, KPN interactieve televisie en Canal Digitaal deze kanalen tegen betaling aan via het digitale televisiepakket. Tussen april en september 2012 werden de uitzendingen van Consumenten 24, Geschiedenis 24, Spirit 24 en Sterren 24 gestaakt. Als reden werd aangevoerd dat het aanbod te versnipperd zou zijn, maar ook de politieke druk speelde een rol.

## Geschiedenis
De eerste stap naar Nederland 24 werd gezet door de VPRO in mei 2003 met de introductie van het themakanaal 3voor12TV. Dit themakanaal werd een groot succes, en dat leidde tot het opstarten van de themakanalen 3voor12 Onstage, Journaal 24 en Holland Doc in december 2004, en het themakanaal /Geschiedenis in februari 2005. De naam Nederland 4 dook voor het eerst op toen op 6 april 2005 de internetportal nederland4.nl opgestart werd als paraplu voor alle themakanalen. Op 15 april 2009 werd de naam Nederland 4 veranderd in Nederland 24. Ook werden de namen van verschillende themakanalen aangepast.
Vanaf november 2006 begon NPO met de uitbreiding van het aantal kanalen tot een aantal van 17. Sindsdien is het aanbod weer gekrompen tot 12 kanalen per januari 2009. De kanalen Nederland E, DNTV, 3voor12 Central en 3voor12 On Stage verdwenen. /Geloven en Omega TV werden samengevoegd tot Spirit 24.
In januari 2009 werd een principeakkoord bereikt om van Politiek 24 een combinatiekanaal (sport en politiek) te maken. Opvoeden doe je zo zou volgens volgens hetzelfde conceptbesluit worden omgevormd tot een kinder- en ouderenzender met als werknaam Z@ppelin 24. De gewijzigde kanalen gingen in mei van start.
Overigens staat het voortbestaan van de digitale televisiekanalen van de publieke omroep nog steeds ter discussie. Het Commissariaat voor de Media heeft in november 2009 een rapport geschreven met de aanbeveling Nederland 24 op te doeken en zich meer bezig te houden met On-demanddiensten.

## Themakanalen
- 101 TV (BNN, 31 oktober 2006 - 24 december 2018): Fragmenten uit het archief en eigen producties, gericht op jongeren. Ging vanaf maart 2018 verder als NPO 3 Extra.
- 3voor12 Central (VPRO, 16 mei 2003 - 2008): Vernieuwende videoclips van en interviews en discussies over alternatieve popmuziek. Begon als 3voor12TV.
- 3voor12 Onstage (VPRO, 1 december 2004 - 2008): Livesessies en concerten van alternatieve popmuziek, met veel aandacht voor festivals als Pinkpop en Lowlands.
- Best 24 (NCRV, gestart op 1 december 2006): Feelgood-programma's uit het omroeparchief. Gaat sinds maart 2018 verder als NPO 1 Extra.
- Consumenten 24 (diverse omroepen, 2006 - 31 maart 2012): Actuele programma's gericht op consumentenzaken.
- Cultura 24 (NPS/NTR, gestart op 1 september 2006): Live concerten, nostalgische televisie, speelfilms en documentaires. Gaat sinds maart 2018 verder als NPO 2 Extra.
- Dier en Natuur TV (AVRO, 2006 - 31 december 2008): Interactief themakanaal met programma's over dieren en natuur.
- Familie 24 (KRO, 2006 - 2011): Themakanaal over opvoeden, heette tot 2009 Opvoeden doe je zo. Opgegaan in Z@pp 24.
- /Geloven (NCRV, 2006 - 31 december 2008): Spiritualiteit en zingeving vanuit de protestants-christelijke traditie. Opgegaan in Spirit 24.
- Geschiedenis 24 (NPS/NTR - VPRO, 6 februari 2005 - 31 maart 2012): Documentaires, reportages en films uit het omroeparchief. Rol deels overgenomen door Holland Doc 24.
- Holland Doc 24 (VPRO, 1 december 2004 - 1 juli 2016): Documentaires over een wekelijks veranderend thema. Daarnaast werden de laatste edities van documentairerubrieken van de publieke omroep herhaald. Sinds de opheffing verdergegaan als een los item op NPO 2 onder de noemer 2Doc.
- Humor TV 24 (VARA, 15 november 2006 - 1 juli 2016): Humor, cabaret en satire uit het archief en de afterparty van Paul de Leeuw.
- Journaal 24 (NOS, 1 december 2004 - 15 december 2021): Elk NOS Journaal werd live vertoond en vervolgens herhaald tot het volgende journaal. In een tekstbalk werden teletekst-headlines vertoond.
- Nederland-e (Teleac/NOT - RVU, 2006 - 31 december 2008): Educatief themakanaal.
- Omega TV (diverse omroepen, 2006 - 31 december 2008): Bijbelstudie, discussie en (antwoorden op) vragen over het christendom. Opgegaan in Spirit 24.
- Politiek 24/Sport 24 (NOS):
  - Politiek 24 (gestart in 2005): Live politieke debatten, politiek nieuws en archiefmateriaal van verschillende omroepen. Tijdens grote sportactiviteiten wordt dit net vervangen voor Sport 24. Gaat sinds december 2021 verder als NPO Politiek en Nieuws.
  - Sport 24 (2009 - vóór 2021): Live verslag van grote toernooien tijdens de zomer. Werd uitgezonden op de netten van Politiek 24.
- Spirit 24 (diverse omroepen, 1 januari 2009 - 1 januari 2016): Archiefmateriaal van levensbeschouwelijke omroepen.
- Sterren 24 (TROS, 2006 - 1 september 2012): Clips en uitzendingen uit het TROS-archief en eigen producties.
- Zapp/Zappelin 24 (diverse omroepen, 2006 - 15 december 2021): Programma's van Zapp en Zappelin. Deelde van 1 augustus 2016 t/m 25 december 2018 een kanaal met NPO Best.